# Chemistry World
Chemistry World é uma revista mensal de notícias de química publicada pela Royal Society of Chemistry.

## História
Em 1965, duas instituições químicas britânicas, a Chemical Society e o Royal Institute of Chemistry, concordaram em fundir as suas publicações primárias Proceedings of the Chemical Society e o Journal of the Royal Institute of Chemistry. Este foi um primeiro passo para a fusão das instituições. A nova revista foi intitulada Chemistry in Britain.
Em Janeiro de 2004 passou a ter o título actual. O motivo declarado da publicação para a mudança foi "reconhecer a natureza internacional do assunto".
De acordo com o Journal Citation Reports, a revista tem um factor de impacto de 0,159 em 2011, classificando-a em 146.º lugar entre 154 revistas na categoria "Química Multidisciplinar".